# Брезовиця (потік)
Брезовиця (словац. Brezovica) — річка в Словаччині, ліва притока Оравиці, протікає в окрузі Тврдошін.
Довжина приблизно 7.0 км. Витік знаходиться в масиві Скорушинські гори — схил гори Скорушина — на висоті близько 1150—1160 метрів. Протікає територією сіл Брезовіца і Льєсек.
Впадає в Оравицю на висоті приблизно 635—640 метрів.